# Combloux
Combloux é uma comuna francesa na região administrativa de Auvérnia-Ródano-Alpes, no departamento da Alta Saboia. Estende-se por uma área de 17.27 km². Em 2010 a comuna tinha 2 220 habitantes (densidade: 128,5 hab./km²).